# 티건 프레슬리
티건 프레슬리(Teagan Presley, 1985년 7월 24일 ~ )는 미국의 포르노 배우, 모델이다.